# Howe (Norfolk)
Howe – wieś w Anglii, w hrabstwie Norfolk, w dystrykcie South Norfolk. Leży 10 km na południowy wschód od Norwich i 155 km na północny wschód od Londynu.
Miejscowość liczy 54 mieszkańców.